# (40314) 1999 KR16
(40314) 1999 KR16 est un objet transneptunien faisant partie des objets épars .

## Caractéristiques
1999 KR16 mesure environ 260 km de diamètre.

## Orbite
L'orbite de 1999 KR16 possède un demi-grand axe de 48,598 ua et une période orbitale d'environ 339 ans. Son périhélie l'amène à 33,919 ua du Soleil et son aphélie l'en éloigne de 63,278 ua. Il s'agit d'un objet épars.

## Découverte
1999 KR16 a été découvert le 16 mai 1999.